# Qualificazioni ai Giochi della XXVII Olimpiade (OFC)
Di seguito sono elencati gli incontri con relativo risultato della zona oceanica (OFC) per le qualificazioni a Sydney 2000.

## Formula
Le qualificazioni prevedevano due turni preliminari: una fase a gironi ed un turno ad eliminazione diretta.
Nel primo turno le 7 squadre vennero divise in due gironi, uno da 4 squadre e uno da 3 squadre, nei quali si disputarono incontri di sola andata. Le prime due classificate dei gironi si qualificavano alle semifinali.
Nelle semifinali si disputarono incontri di sola andata; la prima semifinale si disputò tra la prima classificata del gruppo A e la seconda classificata del gruppo B, mentre la seconda semifinale si disputò tra la prima classificata del gruppo B e la seconda classificata del gruppo A.
Le semifinaliste vincitrici disputarono una finale per il primo posto.
La vincitrice della finale partecipava allo spareggio intercontinentale contro la migliore seconda classificata del girone africano. La vincitrice dello spareggio avrebbe avuto accesso all'Olimpiade.

## Risultati

### Gruppo A
| Squadra        | P.ti | G | V | N | P | GF | GS | DR  |
| -------------- | ---- | - | - | - | - | -- | -- | --- |
| Isole Salomone | 9    | 3 | 3 | 0 | 0 | 11 | 1  | +10 |
| Figi           | 6    | 3 | 2 | 0 | 1 | 13 | 2  | +11 |
| Samoa          | 3    | 3 | 1 | 0 | 2 | 5  | 7  | -2  |
| Tonga          | 0    | 3 | 0 | 0 | 3 | 1  | 20 | -19 |

| 11 dicembre 1999 | Figi | 4 – 0 | Samoa |  |

| 11 dicembre 1999 | Isole Salomone | 7 – 0 | Tonga |  |

| 13 dicembre 1999 | Figi | 9 – 0 | Tonga |  |

| 13 dicembre 1999 | Isole Salomone | 2 – 1 | Samoa |  |

| 15 dicembre 1999 | Samoa | 4 – 1 | Tonga |  |

| 15 dicembre 1999 | Isole Salomone | 2 – 0 | Figi |  |

### Gruppo B
| Squadra            | P.ti | G | V | N | P | GF | GS | DR |
| ------------------ | ---- | - | - | - | - | -- | -- | -- |
| Nuova Zelanda      | 6    | 2 | 2 | 0 | 0 | 9  | 0  | +9 |
| Papua Nuova Guinea | 3    | 2 | 1 | 0 | 1 | 2  | 5  | -3 |
| Vanuatu            | 0    | 2 | 0 | 0 | 2 | 0  | 6  | -6 |

| 12 dicembre 1999 | Nuova Zelanda | 4 – 0 | Vanuatu |  |

| 14 dicembre 1999 | Papua Nuova Guinea | 2 – 0 | Vanuatu |  |

| 16 dicembre 1999 | Papua Nuova Guinea | 0 – 5 | Nuova Zelanda |  |

### Semifinali
| 18 dicembre 1999 | Isole Salomone | 3 – 1 | Papua Nuova Guinea |  |

| 18 dicembre 1999 | Nuova Zelanda | 5 – 2 | Figi |  |

### Finale
| 20 dicembre 1999 | Nuova Zelanda | 4 – 1 | Isole Salomone |  |

La Nuova Zelanda (4-1) si qualifica allo spareggio intercontinentale.